# Billy Higgins
Billy Higgins (ur. 11 października 1936 w Los Angeles, zm. 3 maja 2001 w Inglewood) – amerykański perkusista jazzowy.
W ciągu kilkudziesięciu lat swojej kariery uczestniczył w nagraniu kilkuset płyt, współpracując z wieloma muzykami, wśród których znaleźli się m.in. Donald Byrd, Don Cherry, Ornette Coleman, Art Farmer, Dexter Gordon, Grant Green, Charlie Haden, Herbie Hancock, Eddie Harris, Jimmy Heath, Bobby Hutcherson, Clifford Jordan, Charles Lloyd, Jackie McLean, Charles McPherson, Red Mitchell, Hank Mobley, Lee Morgan, Sonny Rollins, Sun Ra, Mal Waldron, Cedar Walton.  Nagrywał płyty również pod swoim nazwiskiem, lecz jako lider nie osiągnął większego sukcesu. Mimo to postrzegany jest jako jeden z najważniejszych i najbardziej kontrowersyjnych perkusistów w dziejach jazzu, głównie przez wzgląd na owocną współpracę z Ornette’em Colemanem na przełomie lat 50. i 60. XX wieku.

## Dyskografia
Opracowano na podstawie materiału źródłowego.

### Jako lider
- Soweto (Red, 1979)
- The Soldier (Timeless, 1979)
- Once More (Red, 1980)
- Mr. Billy Higgins (Evidence, 1984)
- Bridgework (Contemporary, 1980–1986)
- 3/4 for Peace (Red, 1993)
- Billy Higgins Quintet (Sweet Basil, 1993)

### Jako sideman
Gene Ammons, Sonny Stitt:
- God Bless Jug and Sonny (Prestige, 1973)
- Left Bank Encores (Prestige, 1973)

Paul Bley:
- Live at the Hilcrest Club 1958 (Inner City, 1958)
- Coleman Classics Volume 1 (Improvising Artists, 1958)

Sandy Bull:
- Fantasias for Guitar and Banjo (Vanguard, 1963)
- Inventions (Vanguard, 1965)

Jaki Byard:
- On the Spot! (Prestige, 1967)

Donald Byrd:
- Royal Flush (Blue Note, 1961)
- Free Form  (Blue Note, 1962)
- Blackjack (Blue Note, 1968)
- Slow Drag (Blue Note, 1968)

Don Cherry:
- Brown Rice (EMI, 1975)
- Art Deco (A&M, 1988)

Sonny Clark:
- Leapin’ and Lopin’ (Blue Note, 1961)

George Coleman:
- Amsterdam After Dark (Timeless, 1979)

Ornette Coleman:
- Something Else! (Contemporary, 1958)
- The Shape of Jazz to Come (Atlantic, 1959)
- Change of the Century (Atlantic, 1959)
- The Art of the Improvisers (Atlantic, 1959)
- To Whom Who Keeps a Record (Warner, 1959-60)
- Free Jazz: A Collective Improvisation (Atlantic, 1961)
- Twins (Atlantic, 1961)
- Science Fiction (Columbia, 1971)
- In All Languages (Caravan of Dreams, 1987)

John Coltrane:
- Like Sonny (Roulette, 1960)

Bill Cosby:
- Hello, Friend: To Ennis With Love (Verve, 1997)

Stanley Cowell:
- Regeneration (Strata East, 1976)

Ray Drummond:
- The Essence (DMP, 1985)

Teddy Edwards:
- Sunset Eyes (Pacific Jazz, 1960)
- Teddy’s Ready! (Contemporary, 1960)
- Nothin’ But the Truth! (Prestige, 1966)

Booker Ervin:
- Tex Book Tenor (Blue Note, 1968)

Art Farmer:
- Homecoming (Mainstream, 1971)
- Yesterday’s Thoughts (East Wind, 1975)
- To Duke with Love (East Wind, 1975)
- The Summer Knows (East Wind, 1976)
- Art Farmer Quintet at Boomers (East Wind, 1976)

Curtis Fuller:
- Smokin’ (Mainstream, 1972)

Dexter Gordon:
- Go (Blue Note, 1962)
- A Swingin’ Affair (Blue Note, 1962)
- Clubhouse (Blue Note, 1965)
- Getting’ Around (Blue Note, 1965)
- Tangerine (Prestige, 1972)
- Generation (Prestige, 1972)
- Something Different (SteepleChase, 1975)
- Bouncin’ with Dex (SteepleChase, 1976)
- The Other Side of Round Midnight (Blue Note, 1985)

Grant Green:
- First Session (Blue Note, 1961)
- Goin’ West (Blue Note, 1962)
- Feelin’ the Spirit (Blue Note, 1962)

Charlie Haden:
- Quartet West (Verve, 1986)
- Silence (Soul Note, 1987)
- The Private Collection (Naim, 1987-88)
- First Song (Soul Note, 1990)

Slide Hampton:
- Roots (Criss Cross, 1985)

With Herbie Hancock
- Takin’ Off (Blue Note, 1962)
- Round Midnight (Columbia, 1985)

Eddie Harris:
- The In Sound (Atlantic, 1965)
- Mean Greens (Atlantic, 1966)
- The Tender Storm (Atlantic, 1966)
- Excursions (Atlantic, 1966–73)
- How Can You Live Like That? (Atlantic, 1976)

Jimmy Heath:
- Love and Understanding (Muse, 1973)
- The Time and the Place (Landmark, 1974)
- Picture of Heath (Xanadu, 1975)

Joe Henderson:
- Mirror Mirror (MPS, 1980)

Andrew Hill:
- Dance with Death (Blue Note, 1968)

Freddie Hubbard:
- Bolivia (Music Master, 1991)

Bobby Hutcherson:
- Stick-Up! (Blue Note, 1966)
- Solo/Quartet (Contemporary, 1982)
- Farewell Keystone (Theresa, 1982)

Hank Jones, Dave Holland:
- The Oracle (EmArcy, 1990)

Sam Jones:
- Seven Minds (East Wind, 1974)
- Cello Again (Xanadu, 1976)

Clifford Jordan:
- Soul Fountain (Vortex, 1966)
- Glass Bead Games (Strata-East, 1974)
- Night of the Mark VII (Muse, 1975)
- On Stage Vol. 1 (SteepleChase, 1975)
- On Stage Vol. 2 (SteepleChase, 1975)
- On Stage Vol. 3 (SteepleChase, 1975)
- Firm Roots (Steeplechase, 1975)
- The Highest Mountain (Steeplechase, 1975)

Charles Lloyd:
- Acoustic Masters I (Atlantic, 1993)
- Voice in the Night (ECM, 1999)
- The Water Is Wide (ECM, 2000)
- Hyperion with Higgins (ECM, 2001)
- Which Way Is East (ECM, 2004)

Jackie McLean:
- A Fickle Sonance (Blue Note, 1962)
- Let Freedom Ring Blue Note, 1962)
- Vertigo (Blue Note, 1962-63)
- Action (Blue Note, 1964)
- Consequence (Blue Note, 1965)
- New and Old Gospel (Blue Note, 1967)

Charles McPherson:
- The Quintet/Live! (Prestige, 1966)
- Horizons (Prestige, 1968)
- Today’s Man (Mainstream, 1973)

Pat Metheny:
- Rejoicing (ECM, 1983)

Blue Mitchell:
- Bring It Home to Me (Blue Note, 1966)

Red Mitchell:
- Presenting Red Mitchell (Contemporary, 1957)

Hank Mobley:
- The Turnaround (Blue Note, 1965)
- Dippin’ (Blue Note, 1965)
- A Caddy for Daddy (Blue Note, 1965)
- A Slice of the Top (Blue Note, 1966)
- Hi Voltage (Blue Note, 1967)
- Third Season (Blue Note, 1967)
- Far Away Lands (Blue Note, 1967)
- Reach Out! (Blue Note, 1968)
- Breakthrough! (Muse, 1972)
- Straight No Filter (Blue Note, 1964-66)

Thelonious Monk:
- Thelonious Monk at the Blackhawk (Riverside, 1960)

Lee Morgan:
- The Sidewinder (Blue Note, 1963)
- Search for the New Land (Blue Note, 1964)
- The Rumproller (Blue Note, 1965)
- The Gigolo (Blue Note, 1965)
- Cornbread (Blue Note, 1965)
- Infinity (Blue Note, 1965)
- Delightfulee (Blue Note, 1966)
- Charisma (Blue Note, 1966)
- The Rajah (Blue Note, 1966)
- Sonic Boom (Blue Note, 1967)
- The Sixth Sense (Blue Note, 1967–68)
- The Procrastinator (Blue Note, 1967)
- Taru (Blue Note, 1968)
- Caramba! (Blue Note, 1968)

Bheki Mseleku:
- Star Seeding (Polygram Records, 1995)

David Murray:
- Live at Sweet Basil Volume 1 (Black Saint, 1984)
- Live at Sweet Basil Volume 2 (Black Saint, 1984)

Horace Parlan:
- Happy Frame of Mind (Blue Note, 1963)

Niels-Henning Ørsted Pedersen:
- Jaywalkin’ (SteepleChase, 1975)
- Double Bass (SteepleChase, 1976)

Art Pepper:
- Landscape (Galaxy, 1979)
- Straight Life (Galaxy, 1979)

Dave Pike:
- It’s Time for Dave Pike (Riverside, 1961)

Jimmy Raney:
- The Influence (Xanadu, 1975)

Sonny Red:
- Sonny Red (Mainstream, 1971)

Joshua Redman:
- Wish (Warner Bros., 1993)

Sonny Rollins:
- Our Man in Jazz (RCA Victor, 1965)
- There Will Never Be Another You (Impulse!, 1965)

Charlie Rouse:
- Bossa Nova Bacchanal (Blue Note, 1965)

Pharoah Sanders:
- Rejoice (Theresa, 1981)

John Scofield:
- Works for Me (Verve, 2000)

Shirley Scott:
- One for Me (Strata-East, 1974)

Archie Shepp:
- Attica Blues (Impulse!, 1972)

Sonny Simmons:
- Rumasuma (Contemporary, 1969)

Sonny Stitt:
- Blues for Duke (Muse, 1975)

Sun Ra:
- Somewhere Else (Rounder, 1988–89)
- Blue Delight (A&M, 1989)

Cecil Taylor:
- Jumpin’ Punkins (Candid, 1961)
- New York City R&B (Candid, 1961)

Bobby Timmons:
- Soul Food (Prestige, 1966)
- Got to Get It! (Milestone, 1967)

Mal Waldron:
- Up Popped the Devil (Enja, 1973)
- One Entrance, Many Exits (Palo Alto, 1982)

Cedar Walton:
- Cedar! (Prestige, 1967)
- Eastern Rebellion (Timeless, 1976)
- The Pentagon (East Wind, 1976)
- Eastern Rebellion 2 (Timeless, 1977)
- First Set (SteepleChase, 1977)
- Second Set  (SteepleChase, 1977)
- Third Set  (SteepleChase, 1977)
- Eastern Rebellion 3 (Timeless, 1980)
- The Maestro (Muse, 1981)
- Among Friends (Theresa, 1982)
- Eastern Rebellion 4 (Timeless, 1984)
- Cedar’s Blues (Red, 1985)
- The Trio 1 (Red, 1985)
- The Trio 2 (Red, 1985)
- The Trio 3 (Red, 1985)
- Cedar Walton (Timeless, 1985)
- Bluesville Time (Criss Cross Jazz, 1985)
- Manhattan Afternoon (Criss Cross Jazz, 1992)

Don Wilkerson:
- The Texas Twister (1960)
- Preach Brother! (1962)

David Williams:
- Up Front (Timeless, 1987)

Jack Wilson:
- Easterly Winds (Blue Note, 1967)